# Benjamin Schulze
Pour les articles homonymes, voir Schulze.
Benjamin Schulze (1689 - 1760) est un missionnaire, orientaliste et philologue allemand.

## Biographie
Né à Sonnenburg dans la marche de Brandebourg, Benjamin Schulze étudie à Halle, puis est envoyé en 1719 comme missionnaire dans la mission danoise de Tranquebar où il apprend le dialecte du Malabar. Il travaille à une traduction de la Bible en tamoul, et étudie de nombreuses autres langues indiennes.
Il retourne à Halle en 1743 où il prend la direction de l'orphelinat de la Fondation Francke.  

## Œuvres
Il a laissé, entre autres ouvrages :
- Grammatica telugica, une grammaire du télougou (1728, publiée en 1984).
- Orientalisch- und occidentalischer Sprachmeister (Leipzig, 1738), contenant 100 alphabets, des tables polyglottes, les noms de nombre et l'oraison dominicale en 200 langues ou dialectes.
- Grammatica hindostanica, une grammaire de l’hindoustani (Halle, 1745).